# Мистър Дийдс
„Мистър Дийдс“ (на английски: Mr. Deeds) е американски комедиен филм от 2002 г. на режисьора Стивън Брил, по сценарий на Тим Херлихи. Във филма участват Адам Сандлър, Уинона Райдър, Питър Галахър, Джаред Харис, Алън Ковърт, Ерик Авари и Джон Туртуро. Той е римейк на „Господин Дийдс отива в града“ през 1936 г. на режисьора Франк Капра, който е базиран на краткия разказ Opera Hat от 1935 г., написан от Кларънс Бъдингтън Келанд.

## Български дублаж
| Озвучаващи артисти  | Йорданка Илова Таня Димитрова Петя Абаджиева Светозар Кокаланов Силви Стоицов Ивайло Велчев |
| Преводач            | Йорданка Василева                                                                           |
| Тонрежисьор         | Цветомир Цветков                                                                            |
| Режисьор на дублажа | Димитър Кръстев                                                                             |